# Kyrkstad

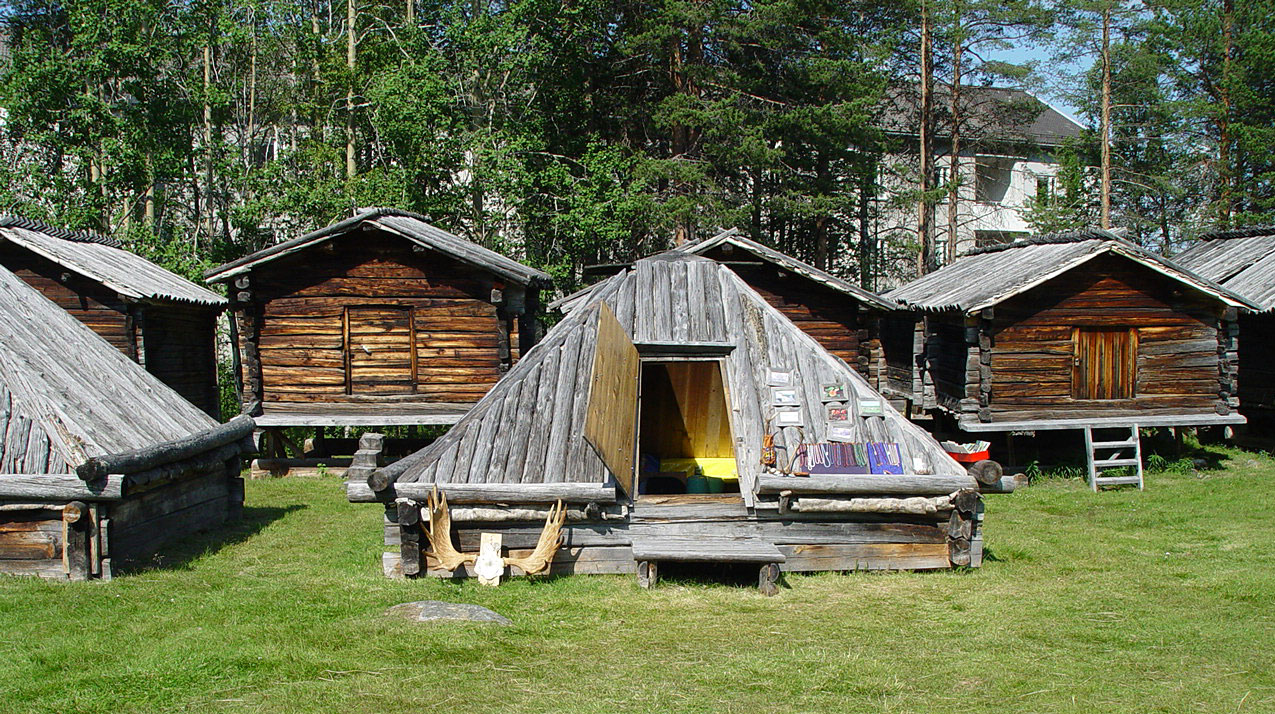
Lappstaden i Arvidsjaur

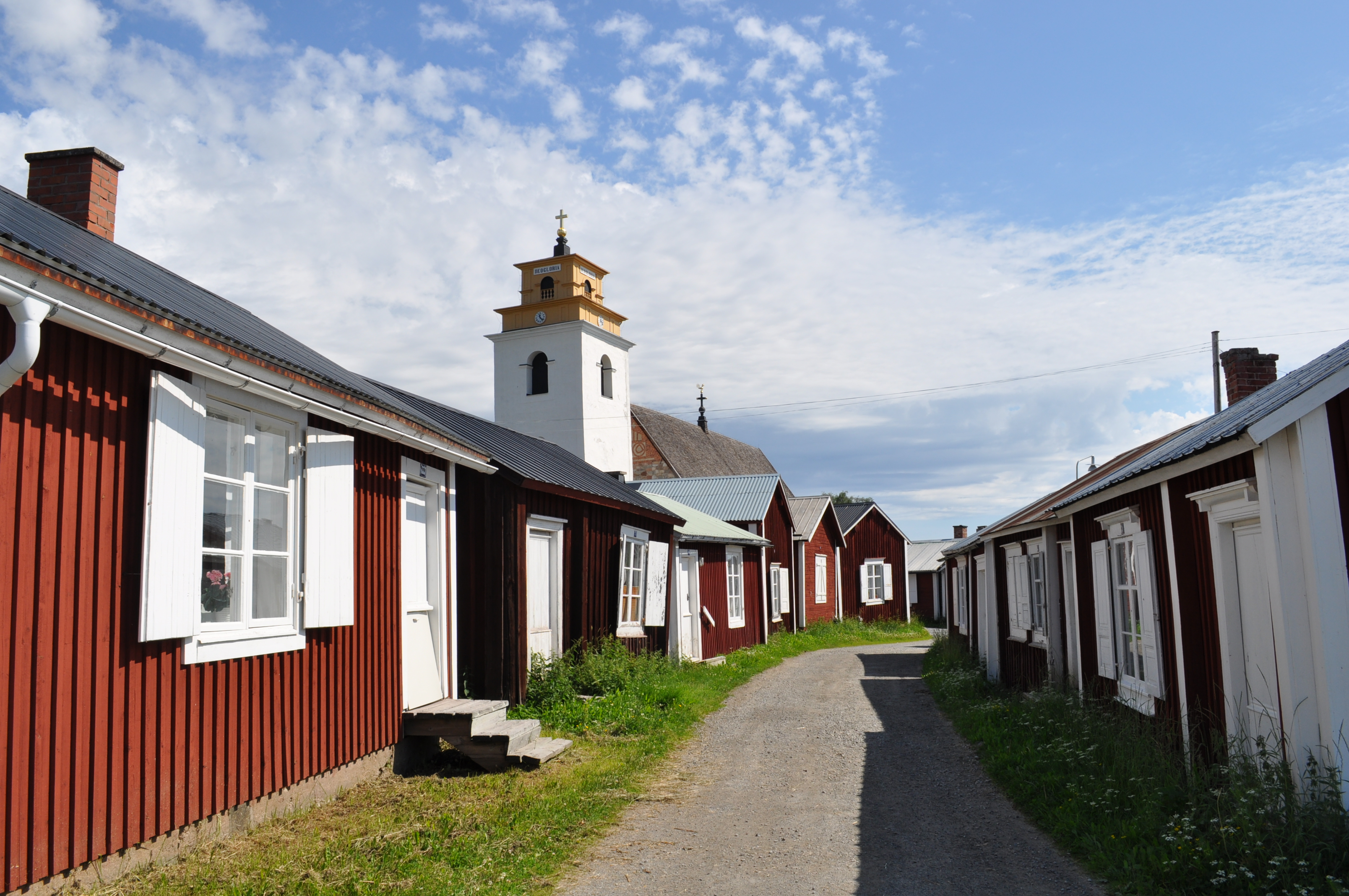
Gammelstads kyrkstad

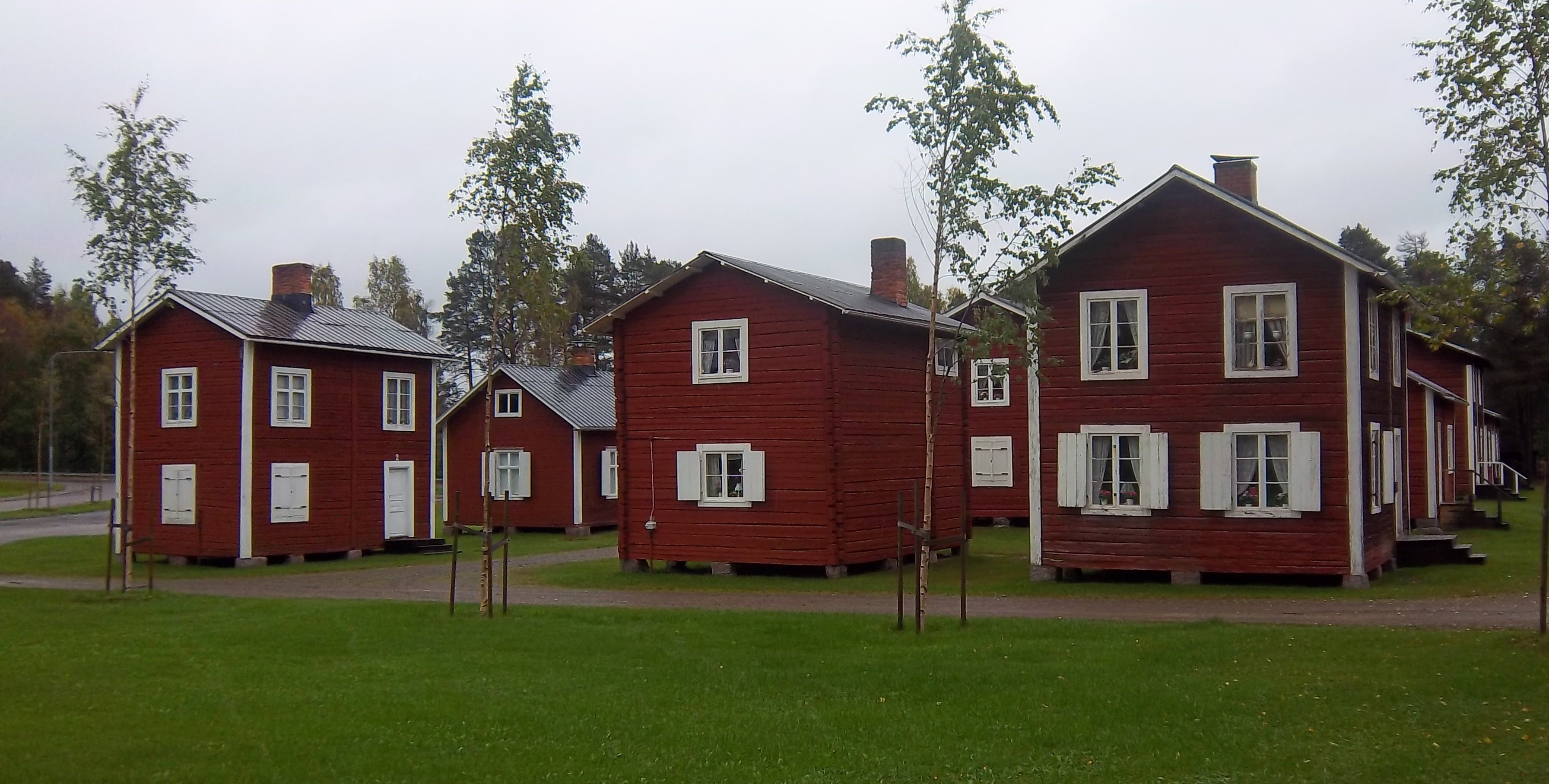
Älvsbyns kyrkstad

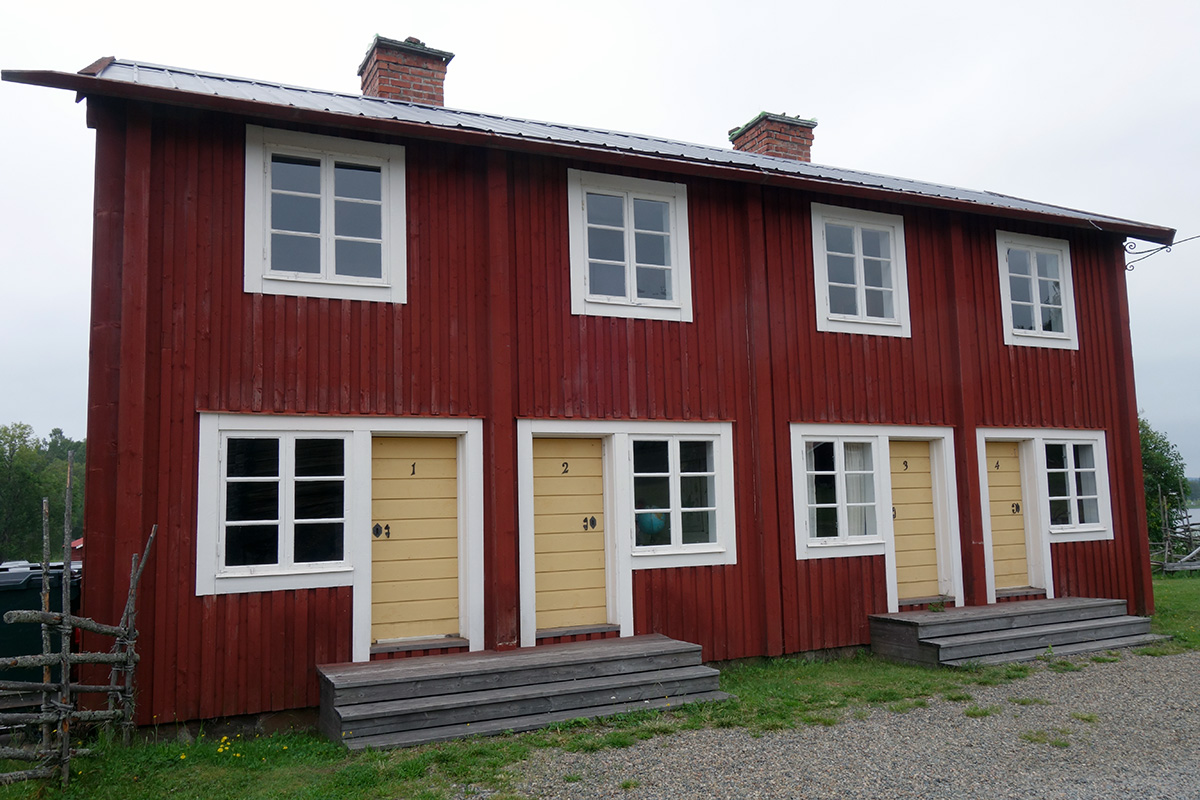
Den enda återstående äldre kyrkstugan i Burträsk, flyttad från sin ursprungliga plats till hembygdsområdet.

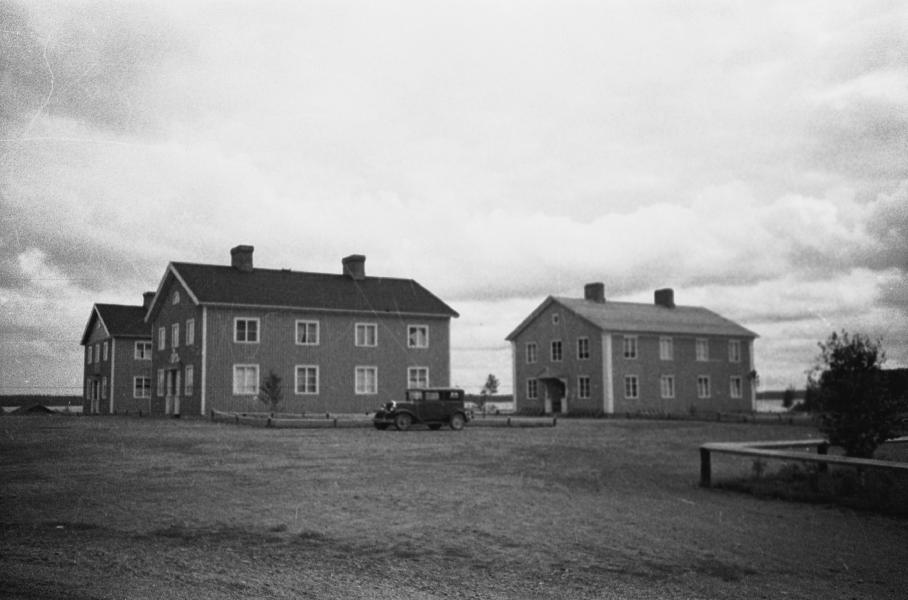
Nyare kyrkstugor i Burträsk. Dessa står fortfarande i anslutning till kyrkan.

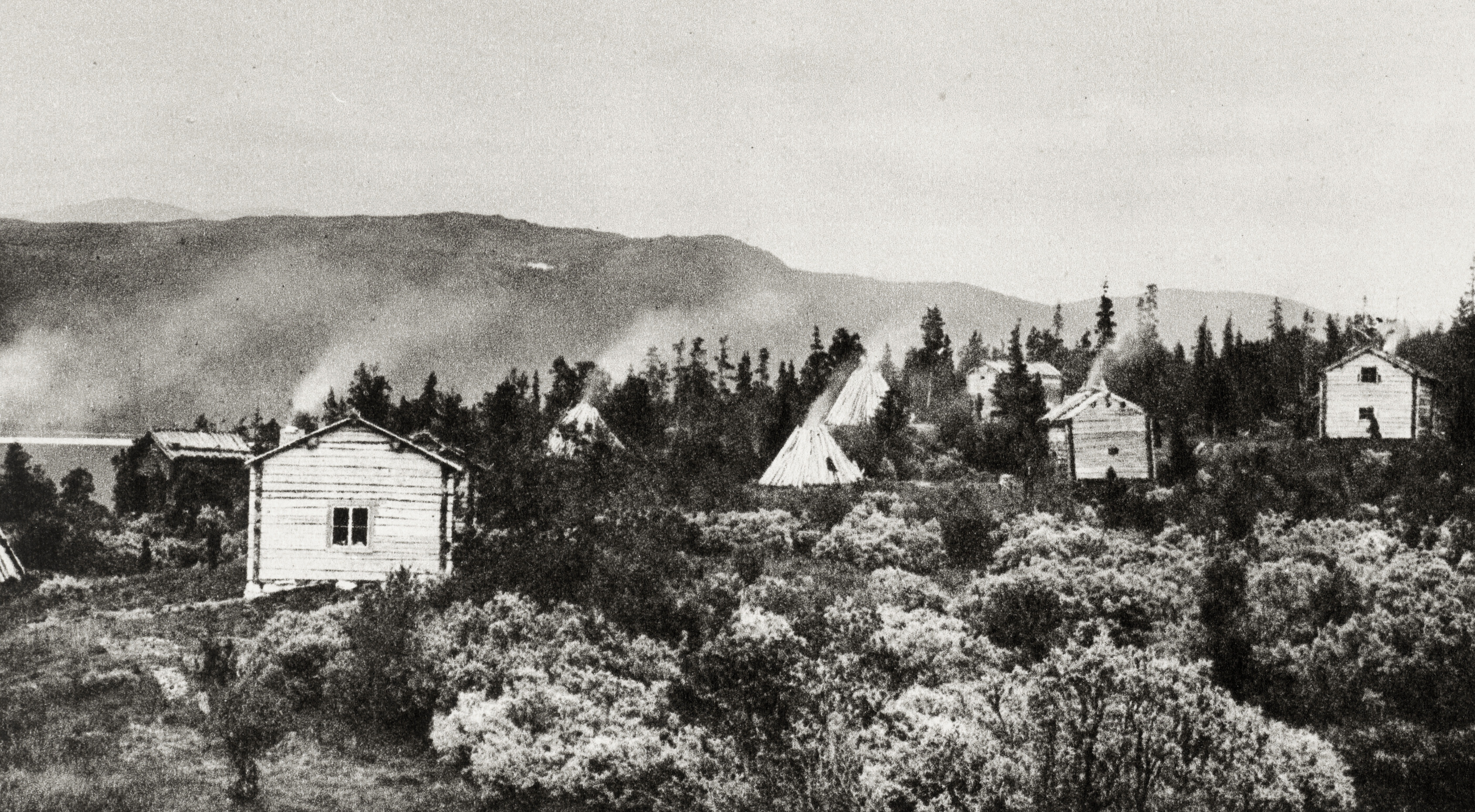
Fatmomakke kyrkstad

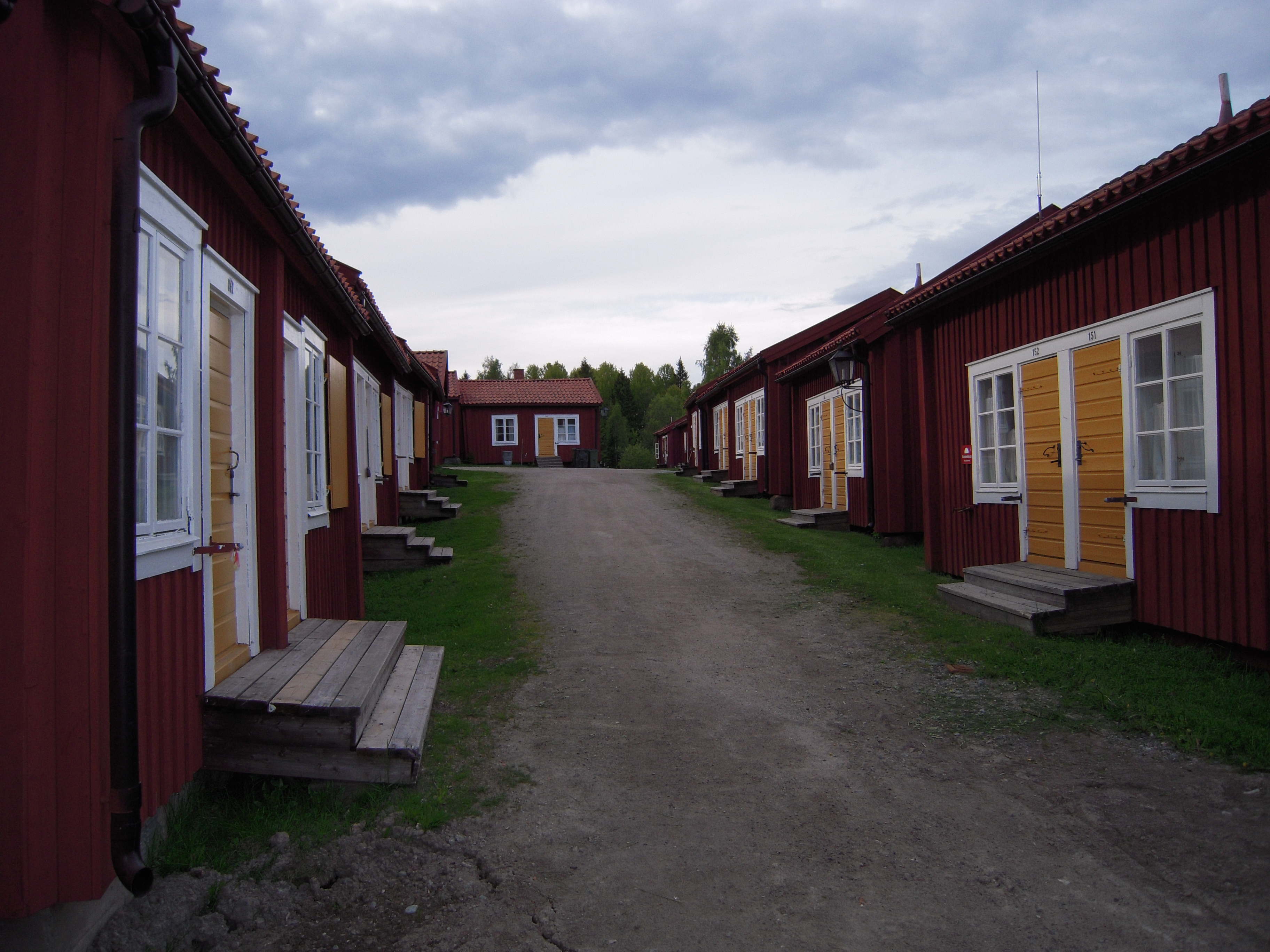
Lövångers kyrkstad

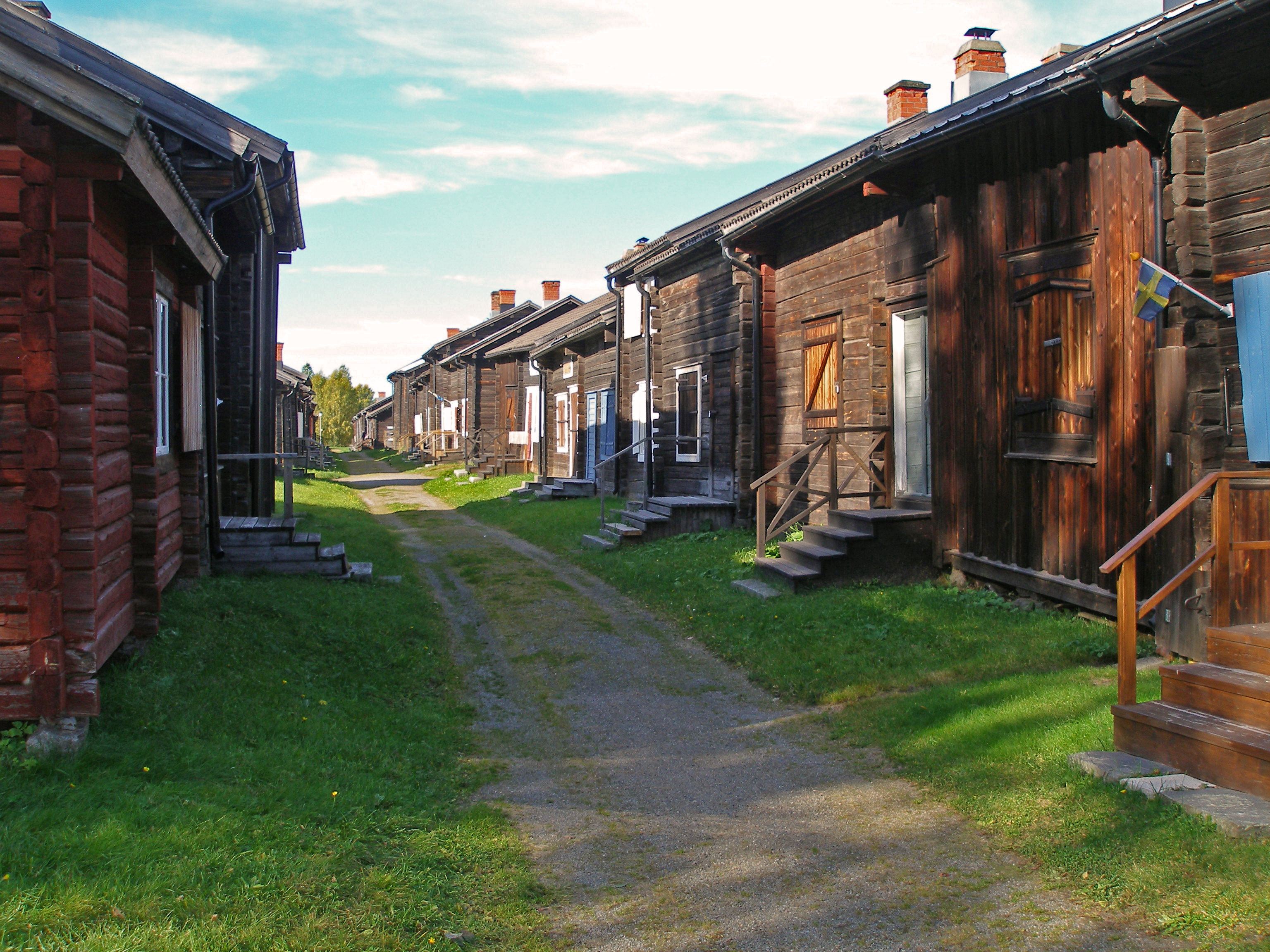
Bonnstan i Skellefteå

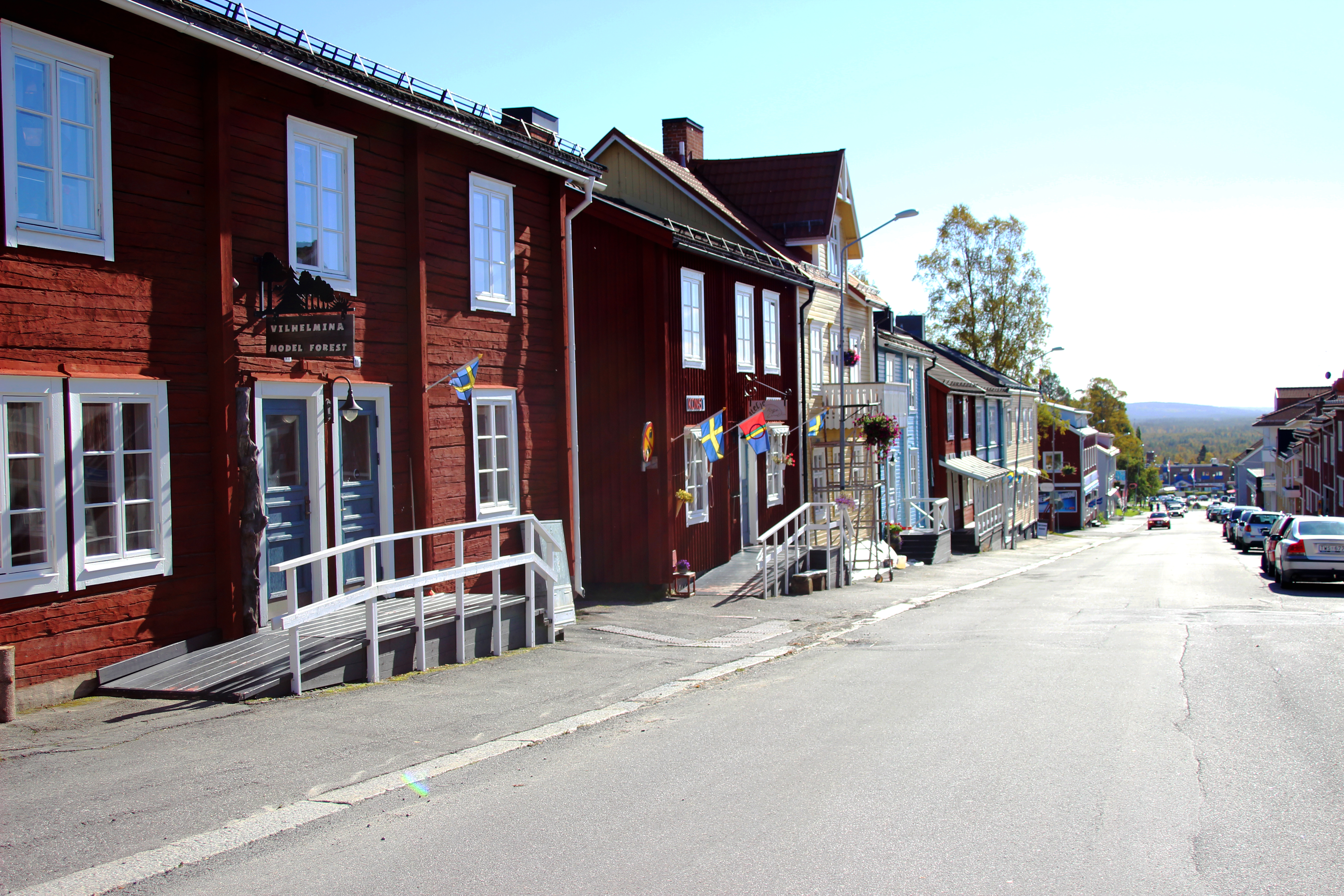
Kyrkstaden i Vilhelmina

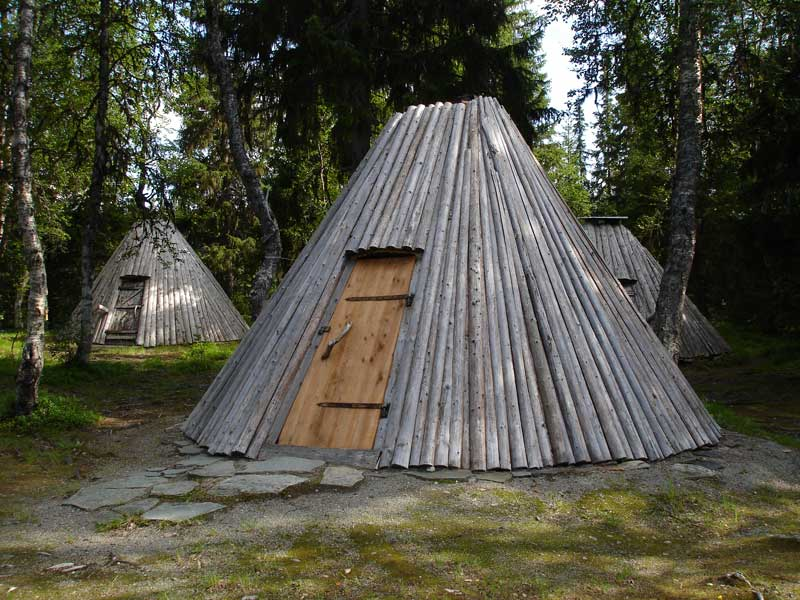
Kåtor i Ankarede kyrkstad

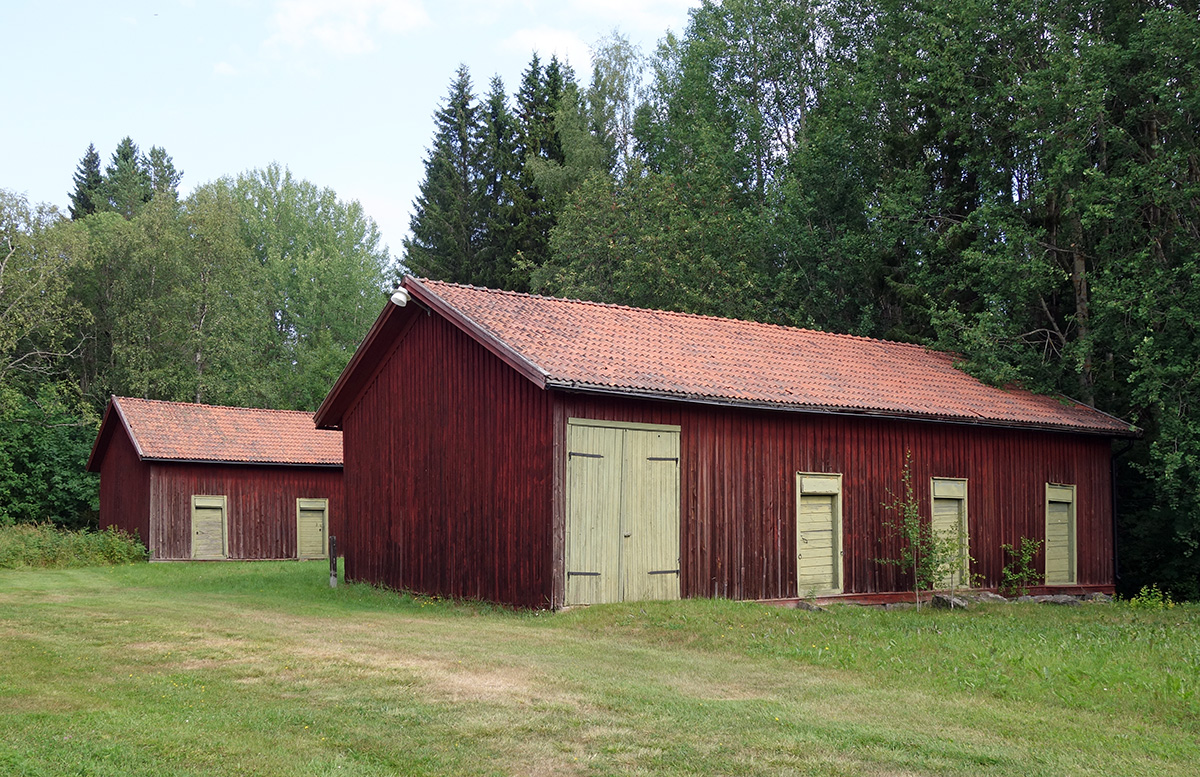
Kyrkstallar vid Nysätra kyrka i Ånäset.

En kyrkstad, eller kyrkostad, är ett antal samlade stugor och kåtor samt bodar, avsedda att användas temporärt i samband med kyrkbesök. Vissa av kyrkstäderna har dominerats av övernattande samer och benämns lappstäder.

## Utbredning
Kyrkstäder förekommer i norra Sverige och i någon utsträckning även i Österbotten i Finland, samt i de norra delarna av de norska och finska lappmarkerna. Det har funnits ett sjuttiotal kyrkstäder i Sverige, varav sexton är bevarade idag. I Lappmarken tillkom de i samband med statens lapska mission från början av 1600-talet. Som företeelse är de unika, inte bara i landet utan även i världen. De finns belagda sedan omkring år 1600. Kyrkstäderna byggdes upp för att samla de avlägset boende sockenborna till kyrkohögtider. De fick bara användas då.
I stort sett varje socken i Norrbotten, Västerbotten, Lappland och norra Ångermanland har haft kyrkstäder, ibland bara vid sockenkyrkan men ofta även vid olika kapellkyrkor. Kyrkstäder har också funnits i delar av Jämtland, Härjedalen och Hälsingland, samt i Kopparberg i Västmanland. I Tornedalen har kyrkstäderna varit förhållandevis obetydliga, och därifrån tycks det på den finländska sidan ha funnits ett kyrkstadslöst område som sträckt sig ned till svenskbygderna i Österbotten. Inom lappmarken fortsätter kyrkstadsområdet från Sverige in i Finland och Norge med anläggningar i bland annat Utsjoki, Enare, Sodankylä, Kautokeino och Karasjok.
Kyrkstaden ska inte förväxlas med stallstad, vilket är en samling kyrkstallar utan tillhörande stugor eller bodar.

## Kategorier och byggnader
En kyrkstad avsedd för samer kallas för lappstad, medan böndernas kyrkstad ofta kallas för bondstad. Lappstäder har funnits vid nästan alla kyrkstäder i Lappland, med undantag av några platser i Åsele lappmark. Vid lappkapellen har det ofta bara funnits lappstad, men i den östra delen av Lappland har det funnits både lappstad och bondstad samt ibland även en borgarstad för köpmännen.
I Lycksele, där merparten av de första nybyggarna var finnar, talade man också om finnstad. De olika befolkningsgrupperna hade olika byggnadsskick: i bondstaden och finnstaden fanns stugor och stallar, i lappstaden kåtor och bodar, i borgarstaden handelsbodar.
Kyrkstugorna har ofta varit uppdelade i kammare med olika ägare. De tre kyrkstadshusen i Burträsk har exempelvis sammanlagt 48 kammare. Skellefteå landsförsamlings kyrkstad ("Bonnstan") består av 116 stugor med sammanlagt 392 kammare och ett tusental ägare.

## Bestämmelser för kyrkstuga
Den 20 mars 1695 utfärdade landshövdingen i Västerbottens län, Gustaf Douglas, en förordning om rätten att inneha kyrkstuga. Den stadgade att varje hemman hade rätt till ett kyrkhus bestående av en stuga med kammare och förstuga samt ett stall. Den som inte var hemmansägare kunde alltså inte åberopa någon rätt att ha en kyrkstuga.
År 1817 begränsades rätten ytterligare i Västerbottens och Norrbottens län genom kungliga brev. Breven stadgade att ingen som bodde inom en mil från kyrkan skulle få förvärva eller bygga en kyrkstuga. Den som bodde i anslutning till en bra väg kunde få avslag även om avståndet till kyrkan var längre än en mil. Det kungliga brevet hade sin upprinnelse i en skrivelse från landshövdingen i Norrbottens län, Per Adolph Ekorn. De skäl som han anförde för att begränsa antalet kyrkstugor var dels åtgången på byggnadsvirke, dels det besvärande buslivet och lönnkrögeriet i kyrkstäderna i samband med kyrkhelgerna.
År 1849 tillkom ett nytt kungligt brev som modifierade enmilsregeln. Om det ansågs behövligt för att bevista gudstjänster eller för barnens skolgång fick därefter även personer som bodde närmare än en mil sätta upp en kyrkstuga.
Enligt de kungliga breven ska tillstånd inhämtas av landshövdingen (numera länsstyrelsen) när nya stugor ska byggas eller gamla stugor byter ägare. Detta tillämpas ännu i Norrbottens län beträffande Gammelstads kyrkstad. För flera av de övriga kyrkstäderna i Västerbottens och Norrbottens län sker en förvärvsprövning av en kyrkstadsstyrelse eller liknande.
Det bör noteras att kyrkstäderna, trots benämningen, inte hade några stadsprivilegier. I vissa fall utvecklades dock kyrkstäderna till municipalsamhällen; detta gäller Gällivare (1893) och Arvidsjaur 1895.

## Bevarade kyrkstäder
Följande 16 svenska kyrkstäder, med bebyggelse huvudsakligen från 1700- och 1800-talen, har bevarats. Mer än hälften är klassade som riksintresse för kulturmiljövården, flera är skyddade som byggnadsminnen, en som  kulturreservat och en är världsarv.

### Norrbottens län
- Lappstaden i Arvidsjaur, med ett 30-tal timmerkåtor och ett 50-tal bodar; byggnadsminne 65°35′47.09″N 19°10′15.44″Ö / 65.5964139°N 19.1709556°Ö
- Överluleå kyrkstad, några tiotal kyrkstugor 65°49′47.1″N 21°41′12.7″Ö / 65.829750°N 21.686861°Ö
- Hortlax kyrkstad, nio kyrkstugor, uppförda under 1920-talet efter invigningen av Hortlax kyrka 1917; kulturmiljö av riksintresse 65°17′2.57″N 21°24′8.67″Ö / 65.2840472°N 21.4024083°Ö
- Gammelstads kyrkstad, 400 kyrkstugor, världsarv 65°38′46″N 22°1′43″Ö / 65.64611°N 22.02861°Ö
- Norrfjärdens kyrkstad, några tiotal kyrkstugor, återuppförda 1915 efter brand; kulturmiljö av riksintresse 65°25′20.07″N 21°29′29.07″Ö / 65.4222417°N 21.4914083°Ö
- Råneå kyrkstad, tio kyrkstugor 65°51′24″N 22°17′10.7″Ö / 65.85667°N 22.286306°Ö
- Älvsbyns kyrkstad, några tiotal kyrkstugor, kulturmiljö av riksintresse 65°40′16.5″N 21°1′4.5″Ö / 65.671250°N 21.017917°Ö
- Öjeby kyrkstad, drygt 150 kyrkstugor, kulturmiljö av riksintresse 65°20′45.78″N 21°23′47.2″Ö / 65.3460500°N 21.396444°Ö

### Västerbottens län
- Ammarnäs kyrkstad ("lapp-plassen") med tolv stolpbodar och en kyrkstuga; kulturmiljö av riksintresse 65°57′38.06″N 16°13′7.82″Ö / 65.9605722°N 16.2188389°Ö
- Burträsk kyrkstad, tre större kyrkstadshus, återuppförda 1930 efter brand 64°31′5.59″N 20°39′53.70″Ö / 64.5182194°N 20.6649167°Ö
- Byske kyrkstad, åtta kyrkstugor, byggnadsminne 64°57′22.83″N 21°11′37.71″Ö / 64.9563417°N 21.1938083°Ö
- Fatmomakke kyrkstad, ett 80-tal torvkåtor och stolpbodar samt några kyrkstugor, kulturreservat 65°05′04.60″N 15°08′46.33″Ö / 65.0846111°N 15.1462028°Ö
- Lövångers kyrkstad, drygt 100 kyrkstugor, kulturmiljö av riksintresse 64°22′12.20″N 21°19′01.10″Ö / 64.3700556°N 21.3169722°Ö
- Bonnstan, Skellefteå. med drygt 100 kyrkstugor, byggnadsminne och kulturmiljö av riksintresse 64°45′5″N 20°55′45″Ö / 64.75139°N 20.92917°Ö
- Vilhelmina kyrkstad, några tiotal bevarade kyrkstugor, kulturmiljö av riksintresse 64°37′46.96″N 16°38′44.59″Ö / 64.6297111°N 16.6457194°Ö

### Jämtlands län
- Ankarede kyrkstad, ett 30-tal kåtor, fem bodar samt ett tiotal kyrkstugor 64°49′0.48″N 14°14′16.8″Ö / 64.8168000°N 14.238000°Ö

## Övrigt
Ett mindre antal kyrkkåtor och kyrkstugor finns vid Voijtjajaure kapell i Tärna samt vid Jillesnåle kapell i Sorsele. Dessutom finns i Åsele sex kyrkstugor och i Jörn två, men dessa har flyttats till nya platser på 1980-talet. Av kyrkstaden vid Nysätra kyrka i Ånäset återstår två stallbyggnader.
I Malå fanns från 1890-talet en kyrkstad bestående av ett större hus med 21 rum och två mindre hus. De brann ned 1909. Malå lappstad, bestående av ett 19 timmerkåtor och 20 härbren, byggdes 1967. 65°11′03.79″N 18°45′04.90″Ö / 65.1843861°N 18.7513611°Ö